# هاب‌گابلین (کامیک)
هاب‌گابلین (به انگلیسی: Hobgoblin) یک نام مستعار خیالی ابرشرور در کتاب‌های کامیک آمریکایی است و منتشر شده توسط مارول کامیکس است، که معمولاً به‌عنوان دشمن مرد عنکبوتی شناخته می‌شود. رادریک کینگزلی اولین بار در مرد عنکبوتی شگفت‌انگیز شمارهٔ ۲۳۸ حضور پیدا کرد، و به‌دست راجر استرن و جان رومیتا، پسر ساخته شد. در اواخر دههٔ ۱۹۸۰ و اواسط دههٔ ۱۹۹۰، جیسون مسندیل توانست هویت هاب‌گابلین را به‌اجرا دربیاورد. در سال ۲۰۰۹، هاب‌گابلین رتبهٔ ۵۷ را در لیست بزرگترین تبهکاران کتاب‌های کامیک آی‌جی‌ان به‌دست‌آورد.